# 五一路 (太原市)
太原市五一路，是太原市的一条主要道路，北起北大街小北门（拱极门），南至迎泽大街（首义门），五一路是太原旧城的主干道，南端的五一广场附近也是太原市主要商业繁华地带之一。沿线及周边有五一百货大楼、太原学院、儿童公园、铜锣湾国际购物中心、山西医科大学第二医院等。
2016年，五一路进行大规模道路改造，包括一个下穿通道（北大街）、一条下穿隧道（太原市中医院山医大二院）和一座高架桥（府东街），原先五一广场的天桥也被拆除，取而代之的是人行地下通道。另外北段也被延伸到涧河路（太原动物园附近）

## 参看
- 太原市